# Nicolás Giménez (futbolista, nacido en 1997)
Nicolás Giménez (Granadero Baigorria, Santa Fe, 17 de abril de 1997) es un futbolista argentino.

## Trayectoria
Giménez entró a las inferiores del Rosario Central en 2011 proveniente del Club Remedios. Fue promovido al primer equipo del club en la temporada 2016 y debutó dos años después en el empate 1-1 ante Estudiantes.
En junio de 2022 regresó a Argentina, y se incorporó al Club Deportivo Armenio,

## Estadísticas
Actualizado al último partido disputado el 10 de febrero de 2023.
| Rosario Central Argentina              | 1.ª           | 2016          | 0  | 0 | 0 | 0 | - | - | 0  | 0 |
| Rosario Central Argentina              | 1.ª           | 2017-18       | 1  | 0 | 0 | 0 | - | - | 1  | 0 |
| Rosario Central Argentina              | 1.ª           | 2018-19       | 1  | 0 | 1 | 0 | - | - | 2  | 0 |
| Rosario Central Argentina              | Total club    | Total club    | 2  | 0 | 1 | 0 | 0 | 0 | 3  | 0 |
| San Martín de Tucumán Argentina        | 2.ª           | 2019-20       | 0  | 0 | 0 | 0 | - | - | 0  | 0 |
| San Martín de Tucumán Argentina        | Total club    | Total club    | 0  | 0 | 0 | 0 | 0 | 0 | 0  | 0 |
| Real Monarchs Estados Unidos           | 2.ª           | 2020          | 13 | 0 | - | - | - | - | 13 | 0 |
| Real Monarchs Estados Unidos           | Total club    | Total club    | 13 | 0 | 0 | 0 | 0 | 0 | 13 | 0 |
| UB Conquense · España                  | 3.ª           | 2021-22       | 3  | 0 | - | - | - | - | 3  | 0 |
| UB Conquense · España                  | Total club    | Total club    | 3  | 0 | 0 | 0 | 0 | 0 | 3  | 0 |
| Deportivo Armenio Argentina            | 3.ª           | 2022          | 9  | 1 | 0 | 0 | - | - | 9  | 1 |
| Deportivo Armenio Argentina            | 3.ª           | 2023          | 1  | 0 | 0 | 0 | - | - | 1  | 0 |
| Deportivo Armenio Argentina            | Total club    | Total club    | 10 | 1 | 0 | 0 | 0 | 0 | 10 | 1 |
| Total carrera                          | Total carrera | Total carrera | 31 | 1 | 1 | 0 | 0 | 0 | 32 | 1 |
| (1) Incluye datos de la Copa Argentina |               |               |    |   |   |   |   |   |    |   |